# Cristulosia bilunata
Cristulosia bilunata är en fjärilsart som beskrevs av De Toulgoët 1958. Cristulosia bilunata ingår i släktet Cristulosia och familjen björnspinnare. Inga underarter finns listade i Catalogue of Life.